# Reial Federació Marroquina de Futbol
La Reial Federació Marroquina de Futbol (àrab: الجامعة الملكية المغربية لكرة القدم, al-Jāmiʿa al-Malikiyya al-Maḡribiyya li-Kurat al-Qadam, ‘Reial Agrupació Marroquina de Futbol’) és la institució que regeix el futbol al Marroc. Agrupa tots els clubs de futbol del país i es fa càrrec de l'organització de la Lliga marroquina de futbol i la Copa. També és titular de la Selecció de futbol del Marroc absoluta i les de les altres categories. Té la seu a Rabat.
Va ser formada el 1956.
- Afiliació a la FIFA: 1960
- Afiliació a la CAF: 1963